# Феррагус

Бой Роланда с Феррагусом (иллюстрация к «Неистовому Роланду»)

Феррагу́с — мавританский рыцарь, персонаж Каролингского цикла французских и итальянских эпических сказаний, позже рыцарских поэм Маттео Боярдо «Влюблённый Роланд» и Лодовико Ариосто «Неистовый Роланд».

## Франция
Феррагус впервые появляется в хронике Псевдо-Турпина, где бьётся с Роландом и сражён им.

## Италия
Во франко-венетской поэме «Вступление в Испанию» (XIV в.) ему принадлежит роль главного антагониста, там же он становится племянником испанского (мавританского) короля Марсилия.

### «Влюблённый Роланд»
Феррагуса сбрасывает с коня Аргалий, но он, оказавшись на земле, не хочет сдаться, убивает четырёх великанов, свиту Анджелики и вступает в новый бой с Аргалием. Анджелика бежит с поля боя, вслед за ней бежит Аргалий, за ними в погоню устремляется Феррагус. Феррагус настигает Аргалия в Арденнском лесу и наносит ему смертельную рану. Бросив тело (такова была предсмертная воля Аргалия) в ручей и взяв взаймы шлем (с обязательством бросить и его в ручей спустя несколько дней), он натыкается на Роланда, замершего в созерцании спящей Анджелики. Поединок. Поединок прерван появлением Флордеспины, дочери короля Марсилия, которая призывает Феррагуса на помощь Испании и королю, изнемогающим под натиском Градасса. Французское подкрепление и Феррагус прибывают одновременно. Общее сражение.
Странствуя по свету в поисках Анджелики, Феррагус схватывается с Родомонтом. Узнав о том, что испанский король вторгся во Францию, Родомонт и Феррагус заключают мир и отправляются на помощь Марсилию. Они прибывают к Монтальбану. Туда же подходит войско Карла. Генеральное сражение. Феррагус бьётся с Ринальдом, но не может ему противостоять. Феррагус удаляется с поля боя и, склонившись над ручьём, теряет шлем.

### Неистовый Роланд
Феррагус встречает дух Аргалия, который посылает его за шлемом Роланда.